# Larry June
Larry June, pseudonimo di Larry Eugene Hendricks III (San Francisco, 8 aprile 1991), è un rapper statunitense.

## Biografia
Orange Print, dodicesimo album in studio, ha fatto l'entrata nella Billboard 200 al 124º posto. È poi uscito Spaceships on the Blade, album con cui ha ottenuto l'entrata al 39º posto della classifica statunitense.
The Great Escape (2023) ha segnato il miglior posizionamento del rapper nella classifica statunitense (32º posto). The Night Shift si è fermato alla 112ª posizione.
Nell'agosto 2024 viene presentato il diciottesimo LP Doing It for Me, progetto che ha esordito all'81º posto della graduatoria nazionale.

## Discografia

### Album in studio
- 2010 – Cali Grown
- 2013 – Cali Grown 2
- 2018 – Very Peaceful
- 2019 – Early Bird
- 2019 – The Port of San Francisco
- 2019 – Mr. Midnight (con Cardo)
- 2019 – Out the Trunk
- 2019 – Product of the Dope Game
- 2020 – Adjust to the Game
- 2020 – Cruise USA (con Cardo)
- 2020 – Keep Going (con Harry Fraud)
- 2021 – Orange Print
- 2021 – Into the Late Night (ITLN) (con Cardo)
- 2022 – 2 P'z in a Pod (con i Lndn Drgs)
- 2022 – Spaceships on the Blade
- 2023 – The Great Escape (con The Alchemist)
- 2023 – The Night Shift (con Cardo)
- 2024 – Doing It for Me
- 2025 – Life Is Beautiful (con 2 Chainz e The Alchemist)

### EP
- 2015 – Bad Dreams
- 2015 – Route to Spain
- 2015 – Route 80
- 2015 – Good Job Larry
- 2016 – Larry
- 2016 – Orange Season (con i Cookin' Soul)
- 2017 – Larry Two
- 2019 – Trap Larry
- 2020 – Cooks & Orange Juice (con Berner)

### Mixtape
- 2016 – Sock It to Me
- 2018 – Sock It to Me, Pt. 2
- 2020 – Numbers

### Singoli
- 2015 – Came a Long Way
- 2015 – Larry Bird
- 2015 – Mi paísa
- 2015 – Mad Now (feat. OG Maco & Iamsu!)
- 2015 – Glock 40
- 2015 – Route to U.K.
- 2016 – Joog One Time
- 2016 – Suicide
- 2016 – Forever
- 2016 – Wall Listening
- 2016 – The Scale
- 2017 – Rock Band
- 2017 – So Much
- 2017 – Off the Dribble
- 2018 – Gary Payton 2 (con Ill Chris)
- 2018 – Trap Trap Trap
- 2018 – Papers Served
- 2018 – Pleasant Hill
- 2018 – Numbers
- 2018 – Aug 12th
- 2018 – Organic Pimping (feat. Dreebo)
- 2018 – Bout Me (con Chippass)
- 2019 – Floating P's (feat. Jay Worthy)
- 2019 – Expensive Lemonade
- 2019 – 33 (con Caleborate)
- 2019 – Before Rap (con Mitchy Slick)
- 2020 – Rainy Night in SF (con Jay Worthy e The Alchimist)
- 2020 – Organic Tokens
- 2021 – Wait on Me
- 2021 – You Gotta
- 2021 – Cookie Jar (con Ronski e Berner)
- 2021 – All or Nothing (con i Cool Kids)
- 2022 – Leave It Up to Me (con Jay Worthy e Lndn Drgs)
- 2022 – Private Valet
- 2022 – In My Pockets
- 2022 – Keep Calling (con Blxst)
- 2023 – 60 Days (con The Alchemist)
- 2023 – 89 Earthquake (con The Alchemist)
- 2023 – Palisades, CA (con The Alchemist e Big Sean)
- 2023 – Just like You (con i Slum Village e i Dramatics)
- 2023 – Say Luv (con 22nd Jim)
- 2023 – The Good Kind (con Cardo)
- 2023 – First Class (con Trae tha Truth)
- 2023 – I Suppose (con Knucks e Kenny Beats)
- 2023 – Fashion Week (con Peezy e Money Man)
- 2023 – Chops on the Blade (con Cardo)
- 2023 – Without You (Blxst Interlude) (con Cardo e Blxst)
- 2024 – Imported Couches
- 2024 – Game Recognize Game (con Prezi)
- 2024 – Meet Me in Napa
- 2024 – Dreams
- 2024 – Like a Mack
- 2024 – Treasure Island
- 2025 – Jan 14th
- 2025 – Bad Choices (con 2 Chainz e The Alchemist)
- 2025 – I Been (con 2 Chainz e The Alchemist)